# Louis Duclot
Pour les articles homonymes, voir Duclot.
Louis Duclot est un imprimeur français, réfugié de Saint-Domingue en Amérique, qui fonda le 23 avril 1794 Le Moniteur de la Louisiane et en 1796, s'adjoignit comme rédacteur en chef un émigré royaliste, Jean-Baptiste Lesur-Fontaine. C'est le premier jalon de l'histoire de la presse francophone en Louisiane. Dans les vingt premières années du XIXe siècle, les journaux français se multiplièrent grâce à la présence nombreuse des Réfugiés français de Saint-Domingue en Amérique.